# Перол (Меріленд)
Перол (англ. Parole) — переписна місцевість (CDP) в США, в окрузі Енн-Арундел штату Меріленд. Населення — 17 877 осіб (2020).

## Географія
Перол розташований за координатами 38°59′16″ пн. ш. 76°33′10″ зх. д. / 38.98778° пн. ш. 76.55278° зх. д. (38.987750, -76.552800).  За даними Бюро перепису населення США в 2010 році переписна місцевість мала площу 30,65 км², з яких 26,60 км² — суходіл та 4,05 км² — водойми.

## Демографія
Згідно з переписом 2010 року, у переписній місцевості мешкали 15 922 особи в 7849 домогосподарствах у складі 3933 родин. Густота населення становила 520 осіб/км².  Було 8679 помешкань (283/км²).
Расовий склад населення:
| - 88,0 % — білих - 6,6 % — чорних або афроамериканців - 2,7 % — азіатів - 0,2 % — корінних американців - 1,0 % — осіб інших рас |

До двох чи більше рас належало 1,5 %. Частка іспаномовних становила 3,4 % від усіх жителів.
За віковим діапазоном населення розподілялося таким чином: 12,3 % — особи молодші 18 років, 59,2 % — особи у віці 18—64 років, 28,5 % — особи у віці 65 років та старші. Медіана віку мешканця становила 49,8 року. На 100 осіб жіночої статі у переписній місцевості припадало 90,9 чоловіків;  на 100 жінок у віці від 18 років та старших — 88,7 чоловіків також старших 18 років.
Середній дохід на одне домашнє господарство  становив 111 749 доларів США (медіана — 92 473), а середній дохід на одну сім'ю — 146 741 долар (медіана — 116 059). Медіана доходів становила 76 303 долари для чоловіків та 61 008 доларів для жінок. За межею бідності перебувало 3,0 % осіб, у тому числі 2,6 % дітей у віці до 18 років та 4,7 % осіб у віці 65 років та старших.
Цивільне працевлаштоване населення становило 8247 осіб. Основні галузі зайнятості: освіта, охорона здоров'я та соціальна допомога — 24,7 %, науковці, спеціалісти, менеджери — 18,2 %, публічна адміністрація — 12,3 %, мистецтво, розваги та відпочинок — 8,2 %.